# 1953 no cinema

## Principais filmes estreados
- The Actress, de George Cukor, com Spencer Tracy, Jean Simmons e Anthony Perkins
- All I Desire, de Douglas Sirk, com Barbara Stanwyck e Maureen O'Sullivan
- The Band Wagon, de Vincente Minnelli, com Fred Astaire e Cyd Charisse
- Beat the Devil, de John Huston, com Humphrey Bogart, Jennifer Jones, Gina Lollobrigida e Peter Lorre
- Bienvenido Mister Marshall, de Luis García Berlanga
- The Big Heat, de Fritz Lang, com Glenn Ford, Gloria Grahame e Lee Marvin
- O Cangaceiro, de Lima Barreto, com Alberto Ruschel, Marisa Prado e Milton Ribeiro
- The Desert Rats, de Robert Wise, com Marlon Brando e James Mason
- El bruto, de Luis Buñuel, com Pedro Armendáriz e Katy Jurado
- Escape from Fort Bravo, de John Sturges, com William Holden e Eleanor Parker
- From Here to Eternity, de Fred Zinnemann, com Burt Lancaster, Montgomery Clift, Deborah Kerr, Donna Reed e Frank Sinatra
- Gentlemen Prefer Blondes, de Howard Hawks, com Jane Russell e Marilyn Monroe
- Gion bayashi, de Kenji Mizoguchi
- Gycklarnas afton, de Ingmar Bergman, com Harriet Andersson e Gunnar Björnstrand
- The Hitch-Hiker, de Ida Lupino, com Edmond O'Brien
- Hondo, de John Farrow, com John Wayne e Geraldine Page
- How to Marry a Millionaire, de Jean Negulesco, com Marilyn Monroe e Lauren Bacall
- I Confess, de Alfred Hitchcock, com Montgomery Clift, Anne Baxter e Karl Malden
- I Love Lucy, de Edward Sedgwick, com Lucille Ball e Desi Arnaz
- It Came from Outer Space, de Jack Arnold
- Julius Caesar, de Joseph L. Mankiewicz, com Marlon Brando, James Mason, John Gielgud, Deborah Kerr, Edmond O'Brien e Greer Garson
- Lili, de Charles Walters, com Leslie Caron, Mel Ferrer e Zsa Zsa Gabor
- Madame de..., de Max Ophüls, com Charles Boyer, Danielle Darrieux e Vittorio De Sica
- The Man Between, de Carol Reed, com James Mason e Claire Bloom
- Mogambo, de John Ford, com Clark Gable, Ava Gardner e Grace Kelly
- The Moon Is Blue, de Otto Preminger, com William Holden e David Niven
- The Naked Spur, de Anthony Mann, com James Stewart, Janet Leigh e Robert Ryan
- Niagara, de Henry Hathaway, com Marilyn Monroe, Joseph Cotten e Jean Peters
- Les orgueilleux, de Yves Allégret, com Michèle Morgan e Gérard Philipe
- Peter Pan, filme de animação da Walt Disney Productions
- Pickup on South Street, de Samuel Fuller, com Richard Widmark, Jean Peters e Thelma Ritter
- The Robe, de Henry Koster, com Richard Burton, Jean Simmons e Victor Mature
- Roman Holiday, de William Wyler, com Gregory Peck e Audrey Hepburn
- Le salaire de la peur, de Henri-Georges Clouzot, com Yves Montand e Véra Clouzot
- Salomé, de William Dieterle, com Rita Hayworth, Stewart Granger e Charles Laughton
- Shane, de George Stevens, com Alan Ladd, Jean Arthur e Jack Palance
- La signora senza camelie, de Michelangelo Antonioni, com Lucia Bosé
- Sommaren med Monika, de Ingmar Bergman, com Harriet Andersson
- Stalag 17, de Billy Wilder, com William Holden e Otto Preminger
- Stazione Termini, de Vittorio De Sica, com Jennifer Jones e Montgomery Clift
- The Story of Three Loves, de Vincente Minnelli, com Pier Angeli, Ethel Barrymore, Leslie Caron, Kirk Douglas, James Mason e Zsa Zsa Gabor
- Titanic, de Jean Negulesco, com Barbara Stanwyck, Robert Wagner e Thelma Ritter
- Tôkyô monogatari, de Yasujiro Ozu
- Trouble Along the Way, de Michael Curtiz, com John Wayne e Donna Reed
- Ugetsu monogatari, de Kenji Mizoguchi
- Les vacances de Monsieur Hulot, de e com Jacques Tati
- I vitelloni, de Federico Fellini
- The War of the Worlds, de Byron Haskin
- The Wild One, de László Benedek, com Marlon Brando e Lee Marvin

## Nascimentos
| Data            | Nome               | Profissão                                   | Nacionalidade            | Observações | Ref |
| --------------- | ------------------ | ------------------------------------------- | ------------------------ | ----------- | --- |
| 22 de janeiro   | Jim Jarmusch       | cineasta                                    | Estados Unidos           |             |     |
| 8 de fevereiro  | Mary Steenburgen   | atriz                                       | Estados Unidos           |             |     |
| 19 de fevereiro | Massimo Troisi     | ator, diretor e poeta                       | Itália                   | m. 1994     |     |
| 26 de fevereiro | Virgílio Castelo   | ator e encenador                            | Portugal                 |             |     |
| 16 de março     | Isabelle Huppert   | atriz                                       | França                   |             |     |
| 18 de março     | Teresa Madruga     | atriz                                       | Portugal                 |             |     |
| 1 de abril      | Barry Sonnenfeld   | realizador                                  | Estados Unidos           |             |     |
| 16 de abril     | Diogo Dória        | ator e encenador                            | Portugal                 |             |     |
| 18 de abril     | Rick Moranis       | ator                                        | Estados Unidos           |             |     |
| 16 de maio      | Pierce Brosnan     | ator e produtor                             | Irlanda / Estados Unidos |             |     |
| 29 de maio      | Danny Elfman       | compositor de trilhas musicais              | Estados Unidos           |             |     |
| 20 de junho     | Ulrich Mühe        | ator                                        | Alemanha                 | m. 2007     |     |
| 22 de junho     | Cyndi Lauper       | cantora e atriz                             | Estados Unidos           |             |     |
| 14 de julho     | Renée de Vielmond  | atriz                                       | Brasil                   |             |     |
| 4 de agosto     | Rosemberg Cariry   | cineasta, escritor e roteirista             | Brasil                   |             |     |
| 7 de agosto     | Vera Holtz         | atriz                                       | Brasil                   |             |     |
| 18 de agosto    | Nanni Moretti      | cineasta, ator e roteirista                 | Itália                   |             |     |
| 3 de setembro   | Jean-Pierre Jeunet | cineasta                                    | França                   |             |     |
| 10 de setembro  | Amy Irving         | atriz                                       | Estados Unidos           |             |     |
| 22 de setembro  | Zezé Polessa       | atriz                                       | Brasil                   |             |     |
| 4 de outubro    | Tchéky Karyo       | ator                                        | França                   |             |     |
| 8 de outubro    | Aldine Müller      | atriz                                       | Brasil                   |             |     |
| 11 de outubro   | David Morse        | ator                                        | Estados Unidos           |             |     |
| 20 de outubro   | Maria Zilda        | atriz                                       | Brasil                   |             |     |
| 3 de novembro   | Dennis Miller      | ator, humorista e apresentador de televisão | Estados Unidos           |             |     |
| 2 de dezembro   | Stepan Nercessian  | ator                                        | Brasil                   |             |     |
| 6 de dezembro   | Tom Hulce          | ator                                        | Estados Unidos           |             |     |
| 8 de dezembro   | Kim Basinger       | atriz                                       | Estados Unidos           |             |     |
| 9 de dezembro   | John Malkovich     | ator, diretor e produtor                    | Estados Unidos           |             |     |
| 17 de dezembro  | Bill Pullman       | ator                                        | Estados Unidos           |             |     |

## Mortes
| Data       | Nome         | Profissão | Nacionalidade | Observações | Ref |
| ---------- | ------------ | --------- | ------------- | ----------- | --- |
| 3 de abril | Jean Epstein | cineasta  | França        | n. 1897     |     |